# Далкылыч, Мурат
Сырры́ Мура́т Далкылы́ч (тур. Sırrı Murat Dalkılıç; р. 7 августа 1983, Измир) — турецкий автор-исполнитель и актёр.

## Биография
Родился 7 августа 1983 года в городе Измир. Он изучал фортепиано в 15 лет и основал свою первую музыкальную группу. В молодом возрасте он также интересовался баскетбольным поступлением в баскетбольную команду Kusadasi Spor, где профессионально играл в 17 лет и должен был приостановить свою музыкальную карьеру. Он учился на факультете изобразительных искусств Бейкентского университета и окончил сценическое искусство. После окончания университета он поступил в магистерскую программу в Университете Билги, специализирующуюся на актёрском мастерстве в кино-телевидении. Его первый сингл «Kasaba» (что означает «город»), написанный Soner Sarikabadayi, и музыка, написанная Tolga Kiliç, был выпущен в октябре 2008 года лейблом Dokuz Sekiz Müzik, получив популярность после того, как его выбрали турецкие радиостанции. Вскоре последовало музыкальное видео, которое было выпущено в декабре 2008 года. В нём участвовал друг Далкылыча Мурат Боз. Сингл достиг № 1 в чарте Türkçe Top 20 и оставался на вершине турецких чартов в течение семи недель. Он был подписан в 2009 году на «Sony Music Entertainment», записав три альбома. Его сингл 2012 года «Bir Güzellik Yap» также возглавил Türkçe Top 20. Музыкальное видео было просмотрено более 20 миллионов раз на канале YouTube. В этом же альбоме было три других сингла: «Kader», «Bi Hayli» и «Lüzumsuz Savas», которые возглавили чарты в 2012 году. Его сингл 2014 года «Derine» также возглавил чарты. Музыкальное видео длилось 9 минут с большим количеством действий, и его партнером была Озге Озпиринчи, известная турецкая актриса. «Iki Yol», «Yani» и «Leyla» были другими синглами альбома. Он написал текст песни «Kirk Yilda Bir Gibisin» и показал «Emrah Karaduman» для своего альбома. Эту песню посмотрели более 80 миллионов на YouTube. Его альбом «Epik» был выпущен в 2016 году, а его первая песня «Ben Bilmem» снята «Bedran Güzel».

## Личная жизнь
С 2013 года встречался с турецкой актрисой Мерве Болугур. В середине декабря 2014 года пара рассталась, однако в апреле 2015 года возобновили отношения. В июне 2015 года во время их совместного отдыха в Бодруме Мурат сделал Мерве предложение, актриса ответила согласием. Свадьба состоялась 24 августа во дворце Адиле-султан. 11 сентября 2017 года супруги развелись.
В 2018 году Мурат часто появляется на мероприятиях в компании молодой актрисы Хандэ Эрчел.

## Награды
| Год  | Название                                 | Категория                                         |
| ---- | ---------------------------------------- | ------------------------------------------------- |
| 2009 | 15 музыкальная премия Турции             | Лучший певец                                      |
| 2009 | Премия «Золотая бабочка»                 | Лучший певец                                      |
| 2009 | Медиа премия Босфорского университета    | Лучший певец                                      |
| 2010 | 1 музыкальная премия Pal Fm              | Лучшее выступление                                |
| 2010 | 16 музыкальная премия Турции             | Самая популярная песня на радио (за песню Kasaba) |
| 2010 | Премия журнала Siyaset                   | Певец года                                        |
| 2013 | 10 радио-премия Босфорского университета | Лучший исполнитель поп-музыки                     |
| 2013 | MGD 19 премия «Золотой объектив»         | Лучший дуэт                                       |